# Liste der Hallenkirchen in Schweden

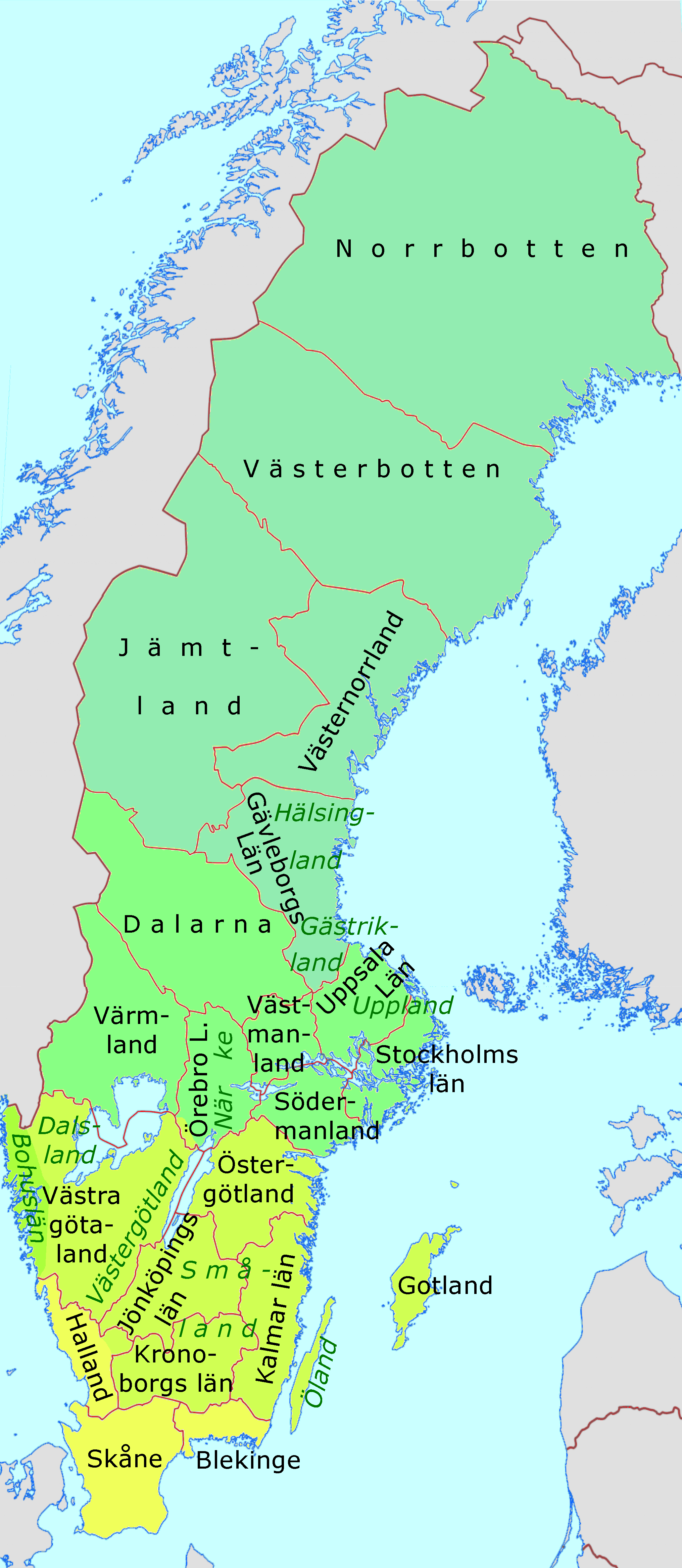
Schweden – Verwaltungsgliederung und Landesteile: Norrland = blaugrün, Svealand = mittelgrün, Götaland: im engeren Sinn = gelbgrün, bis 1658 Norwegisch = kräftig gelbgrün, bis 1645/58 dänisch = gelb

▶ Liste(n) der Hallenkirchen – Übersicht
– Siehe auch Pseudobasiliken in Schweden (bisher 20 erfasst) –
Anzahl: 47, davon 2 teilweise Pseudobasilika und 3 Grenzfälle

## Götaland (Südschweden)
– Siehe auch Pseudobasiliken in Götaland (7) –
Anzahl: 27

### Gotland
– Pseudobasiliken gibt es in Gotland nicht –
Anzahl: 13
| Ort                | Kirche                | Anmerkungen                                       | Fotos | Fotos |
| ------------------ | --------------------- | ------------------------------------------------- | ----- | ----- |
| Bunge              | Bunge kyrka (CC)      | zweischiffig, symmetrisch                         |       |       |
| Etelhem            | Etelhems kyrka (CC)   | Einstützenhalle                                   |       |       |
| Grötlingbo         | Grötlingbo kyrka (CC) | 3 × 3 Joche                                       |       |       |
| Hablingbo, Gotland | Hablingbo kyrka (CC)  | zwei Schiffe, drei Joche                          |       |       |
| Hall, Gotland      | Halls kyrka (CC)      | Einstützenhalle                                   |       |       |
| Hamra              | Hamra kyrka (CC)      | Einstützenhalle                                   |       |       |
| Lau                | Lau kyrka (CC)        | Schiff 3 × 3 Joche, Chor zweijochige Staffelhalle |       |       |
| När                | Närs kyrka (CC)       | zwei Schiffe, drei Joche                          |       |       |
| Öja                | Öja kyrka (CC)        | drei Schiffe, zwei Joche                          |       |       |
| Othem              | Othems kyrka(CC)      | Einstützenhalle                                   |       |       |
| Visby, Gotland     | Domkyrka              | Basilika (ab 12. Jh.) mit Hallenchor (ab 1300)    |       |       |
| Visby, Gotland     | Sankta Katarina (CC)  | Ruine                                             |       |       |
| Visby, Gotland     | Sankt Nicolaus (CC)   | Ruine                                             |       |       |

### Halland
| Ort      | Kirche           | Anmerkungen                                                                | Fotos | Fotos |
| -------- | ---------------- | -------------------------------------------------------------------------- | ----- | ----- |
| Halmstad | Brahekyrkan (CC) | außen neugotisch, innen eher klassizistisch, Emporenhalle mit Dachschrägen |       |       |

### Jönköpings Län
| Ort                       | Kirche           | Anmerkungen | Fotos | Fotos |
| ------------------------- | ---------------- | ----------- | ----- | ----- |
| Insel Visingsö im Mälaren | Brahekyrkan (CC) |             |       |       |

### Kronobergs Län
| Ort   | Kirche         | Anmerkungen | Fotos | Fotos |
| ----- | -------------- | ----------- | ----- | ----- |
| Växjö | Domkirche (CC) |             |       |       |

### Östergötaland
Anzahl: 4
| Ort         | Kirche               | Anmerkungen | Fotos | Fotos |
| ----------- | -------------------- | ----------- | ----- | ----- |
| Linköping   | Domkirche (CC)       |             |       |       |
| Söderköping | Sankt Laurentii (CC) |             |       |       |
| Söderköping | Drothems kyrka (CC)  |             |       |       |
| Vadstena    | Klosterkirche (CC)   |             |       |       |

### Skåne
Schonen, bis 1858 dänisch
– Siehe auch Pseudobasiliken in Skåne (3) –
Anzahl: 5
| Ort          | Kirche               | Anmerkungen                                                                           | Fotos | Fotos |
| ------------ | -------------------- | ------------------------------------------------------------------------------------- | ----- | ----- |
| Åhus         | Sankt Maria (CC)     | 13. Jh., zweischiffig, 2 × 4 Joche                                                    |       |       |
| Kristianstad | Trefaldighet (CC)    | 1618–1628, Renaissance mit angedeutet gotischen Rippengewölben, aber zarten Pfeilern  |       |       |
| Lund         | Allhelgonakyrkan(CC) | neugotisch, Emporenhalle                                                              |       |       |
| Simrishamn   | Sankt Nicolai (CC)   | zwei Pfeiler, zwei Schiffe à drei Joche, Westempore füllt die Westjoche nur teilweise |       |       |
| Ystad        | Sankta Maria (CC)    | Hallenschiff und basilikaler Chor                                                     |       |       |

### Västergötaland
| Ort       | Kirche               | Anmerkungen                              | Fotos | Fotos |
| --------- | -------------------- | ---------------------------------------- | ----- | ----- |
| Göteborg  | Annedalskyrkan (CC)  | Neoromanik, Emporenhalle                 |       |       |
| Karlsborg | Garnisonskyrkan (CC) | Mischung aus Neoromanik und Klassizismus |       |       |

## Svealand (Mittelschweden)
– Siehe auch Pseudobasiliken in Svealand (7) –
Anzahl: 17

### Dalarna
Anzahl: 6
| Ort                     | Kirche               | Anmerkungen                  | Fotos | Fotos |
| ----------------------- | -------------------- | ---------------------------- | ----- | ----- |
| Grangärde, Ludvika      | Grangärde kyrka (CC) |                              |       |       |
| Leksand                 | Leksands kyrka (CC)  |                              |       |       |
| Malung                  | Malungs kyrka (CC)   |                              |       |       |
| Mora, Dalarna           | Mora kyrka (CC)      | barockisierte Backsteingotik |       |       |
| Norrbärke, Smedjebacken | Norrbärke kyrka (CC) |                              |       |       |
| Stora Tuna              | Stora Tuna kyrka(CC) |                              |       |       |

### Örebro Län
Anzahl: 3, davon ein Grenzfall zur Pseudobasilika
| Ort                      | Kirche                  | Anmerkungen | Fotos | Fotos |
| ------------------------ | ----------------------- | --- | ----- | ----- |
| Glanshammar, Gem. Örebro | Glanshammars Kyrka (CC) | |       |       |
| Sköllersta, Hallsberg    | Sköllersta Kyrka (CC)   | |       |       |
| Örebro                   | Hedemora kyrka (CC)     | gotische Steinkirche, neugotischer Backsteinturm; außen sichtbare Hochschiffswände, aber innen Grenzfall Hallenkirche/Pseudobasilika |       |       |

### Södermanland
Anzahl: 3
| Ort       | Kirche             | Anmerkungen | Fotos | Fotos |
| --------- | ------------------ | ----------- | ----- | ----- |
| Nyköping  | Alla Helgona (CC)  |             |       |       |
| Nyköping  | Sankt Nicolai (CC) |             |       |       |
| Strängnäs | (CC)               |             |       |       |

### Stockholms Län
Anzahl: 3
| Ort       | Kirche                       | Anmerkungen                         | Fotos | Fotos |
| --------- | ---------------------------- | ----------------------------------- | ----- | ----- |
| Sigtuna   | Mariakyrka (CC)              | ab 1255, Gewölbe evtl. erst um 1500 |       |       |
| Stockholm | Riddarholmskyrka (CC)        | teils Halle, teils Pseudobasilika   |       |       |
| Stockholm | Storkyrka Sankt Nicolai (CC) | teils Halle, teils Pseudobasilika   |       |       |

### Värmland
| Ort    | Kirche               | Anmerkungen                       | Fotos | Fotos |
| ------ | -------------------- | --------------------------------- | ----- | ----- |
| Torsby | Fryksände Kyrka (CC) | 1898, neugotische Backsteinkirche |       |       |

### Västmanland
| Ort      | Kirche         | Anmerkungen    | Fotos | Fotos |
| -------- | -------------- | -------------- | ----- | ----- |
| Västerås | Domkirche (CC) | Backsteingotik |       |       |

## Norrland
– Siehe auch Pseudobasiliken in Norrland (6) –
Anzahl: 3

### Gävleborgs Län
| Ort             | Kirche            | Anmerkungen                                                                                                 | Fotos | Fotos |
| --------------- | ----------------- | --- | ----- | ----- |
| Järvsö, Ljusdal | Järvsö Kyrka (CC) | 1838, außen klassizistisch, innen neoromanisch, Dachneigung über 30°, Grenzfall Hallenkirche/Pseudobasilika |       |       |

### Norrbotten
| Ort        | Kirche                 | Anmerkungen                                                         | Fotos | Fotos |
| ---------- | ---------------------- | ------------------------------------------------------------------- | ----- | ----- |
| Arvidsjaur | Arvidsjaurs Kyrka (CC) | neugotisch aus Holz, Emporen, Grenzfall Hallenkirche/Pseudobasilika |       |       |

### Västerbotten
| Ort  | Kirche                         | Anmerkungen                 | Fotos | Fotos |
| ---- | ------------------------------ | --------------------------- | ----- | ----- |
| Umeå | Stads Kyrka (Stadtkirche) (CC) | neugotische Backsteinkirche |       |       |